# Pneuwagen (SBB)
| Pneuwagen der SBB                               | Pneuwagen der SBB                                                                              | Pneuwagen der SBB                                                                              |
| ----------------------------------------------- | ---------------------------------------------------------------------------------------------- | ---------------------------------------------------------------------------------------------- |
| Versuchszug mit B10ü (links) und C10ü, ca. 1951 |                                                                                                |                                                                                                |
| Technische Daten                                |                                                                                                |                                                                                                |
| Bauart                                          | 1950: B10ü 1951: Bp4ü 1956: Ap4ü 1963: A                                                       | 1950: C10ü 1951: Cp4ü 1956: Bp4ü 1958: B4ü 1963: B 1966: X4 1973: X                            |
| Nummerierung                                    | 1950: 2501 1963: 2290 1970: 18-33 090                                                          | 1950: 6501 1956: 5901 1959: 5991 1966: 91149 1976: 99 33-300                                   |
| Hersteller Wagenkasten                          | SIG                                                                                            | Schlieren                                                                                      |
| Material Wagenkasten                            | Aluminium                                                                                      | Baustahl                                                                                       |
| Hersteller Drehgestelle                         | 1950: Carel Fouché & Cie.                                                                      | 1950: Carel Fouché & Cie.                                                                      |
| Hersteller Drehgestelle                         | 1958: SWP                                                                                      |                                                                                                |
| Baujahr                                         | 1950                                                                                           | 1950                                                                                           |
| Ausmusterung                                    | 1985                                                                                           | 2000                                                                                           |
| Anzahl                                          | 1                                                                                              | 1                                                                                              |
| Achsformel                                      | 1950:5’5’ 1953:4’4’ 1963:2’2’                                                                  | 1950:5’5’ 1959:2’2’                                                                            |
| Spurweite                                       | 1435 mm                                                                                        | 1435 mm                                                                                        |
| Achsabstand Drehgestelle                        | 3.940 mm                                                                                       | 3.940 mm                                                                                       |
| Raddurchmesser                                  | Pneubereifung: ca. 880 mm                                                                      | Pneubereifung: ca. 880 mm                                                                      |
| Drehzapfenabstand                               | 14,3 m                                                                                         | 14,43 m                                                                                        |
| Fussbodenhöhe                                   | 1075 mm                                                                                        | 1071 mm                                                                                        |
| Einstiegshöhe                                   | 530 mm                                                                                         | 524 mm                                                                                         |
| Sitzplätze                                      | 2. Klasse: 46                                                                                  | 3. Klasse: 76                                                                                  |
| Sitzteiler                                      | 2 + 1                                                                                          | 2 + 2                                                                                          |
| Gewicht (leer)                                  | 12,7 t                                                                                         | 14,2 t                                                                                         |
| Gewicht (besetzt)                               | 16,2 t                                                                                         | 19,9 t                                                                                         |
| Gewicht Drehgestell                             | 2,1 t                                                                                          | 2,1 t                                                                                          |
| Gewicht Wagenkasten                             | 8,5 t                                                                                          | 10,0 t                                                                                         |
| Gewicht/Sitzplatz                               | 276 kg                                                                                         | 187 kg                                                                                         |
| Achsfahrmasse (leer)                            | 1950: 1,27 t 1953: 1,6 t 1963: 3,18 t                                                          | 1950: 1,42 t 1959: 3,55 t                                                                      |
| Länge über Puffer                               | 21,3 m                                                                                         | 21,3 m                                                                                         |
| Höhe                                            | 3,6 m                                                                                          | 3,6 m                                                                                          |
| Breite                                          | 2,92 m                                                                                         | 2,92 m                                                                                         |
| Vmax                                            | 125 km/h                                                                                       | 125 km/h                                                                                       |
| Bremsen                                         | 1950: druckluftgesteuerte Hydraulikbremse nach Umbau auf normale Drehgestelle: Druckluftbremse | 1950: druckluftgesteuerte Hydraulikbremse nach Umbau auf normale Drehgestelle: Druckluftbremse |

Die Pneuwagen der SBB waren zwei Reisezugwagen, die als Versuchsfahrzeuge mit Luftreifen von Michelin ausgerüstet wurden. Die Wagen waren die ersten Leichtstahlwagen der Schweizer Industrie mit Mitteleinstieg für die SBB.

## Geschichte

### Entwicklung der luftbereiften Schienenfahrzeuge
In den 1930er-Jahren beauftragte die Leitung von Michelin ihre technischen Abteilungen, einen Reifen für die Anwendung in Schienenfahrzeugen zu entwickeln. Die Aufgabe erschien wegen des hohen Gewichtes der Eisenbahnfahrzeuge und der geringen Radaufstandsfläche auf der Schiene als fast unlösbar. Nach intensiven Studien und zahlreichen Versuchen konnte jedoch im März 1932 der erste 24-plätzige Micheline-Triebwagen bei den Chemins de fer de l’Est in Dienst gestellt werden. Weitere Fahrzeuge mit Luftreifen folgten.
Verglichen mit klassischen Eisenbahnfahrzeugen mit Stahlrädern waren die luftbereiften Fahrzeuge leiser, weil beim Abrollen der Räder und beim Befahren von Schienenstössen weniger Lärm entstand, hatten aber den Nachteil eines grösseren Rollwiderstandes. Bis zum Zweiten Weltkrieg war die Technik der luftbereiften Schienenfahrzeuge auf einzeln fahrende Triebwagen beschränkt. 1939 schlug Michelin den Bau von luftbereiften Reisezugwagen vor, was sofort das Interesse der SNCF weckte. Die Bahn bestellte 1947 drei Train sur pneus genannte Züge mit je sechs luftbereiften Wagen, die später auf der Strecke Paris–Strassburg mit einer Höchstgeschwindigkeit von 100 km/h verkehrten.

### Bestellung der SBB-Wagen
Bereits 1938 interessierte sich die SBB für die Technik von Michelin. Delegierte der SBB-Generaldirektion wurden zu einer Demonstrationsfahrt mit einem Elektrotriebwagen eingeladen, der für den Pariser Vorortverkehr vorgesehen war. Sie zeigten sich vom luftbereiften Fahrzeug begeistert und lobten dessen Laufruhe sowie die kurzen Bremswege. Die technischen Abteilungen der SBB diskutierten mit Schlieren, der SIG und Michelin den Bau von Pneuwagen für Reisezüge. Die Studie wurde durch den Zweiten Weltkrieg unterbrochen und konnte erst 1946 wieder aufgenommen werden.
Am 20. Dezember 1947 unterzeichnete die SBB-Generaldirektion den Auftrag für den Bau von zwei Probewagen. Es waren dies der B10ü 2501, ein Wagen 2. Klasse mit Aluminiumwagenkasten von der SIG, und der C10ü 6501, ein Wagen 3. Klasse mit Stahlwagenkasten von Schlieren. Beide Wagen erhielten fünfachsige Drehgestelle von Carel Fouché & Cie., die gleichen, die für den Einsatz unter den SNCF-Zügen für die Strecke Paris–Strassburg vorgesehen waren.
Die SBB wollten mit den beiden besonders leichten Probewagen die Tauglichkeit der luftbereiften Drehgestelle mit der hydraulischen Bremsanlage auf dem kurven- und steigungsreichen Streckennetz der Schweiz erproben. Weiter wollte man die beiden Kastenbauarten miteinander vergleichen und untersuchen, ob sich die erwartete Komfortsteigerung durch die Lärmminderung bewahrheiten würde.

### Inbetriebnahme
Die Wagen wurden im Sommer 1950 fertiggestellt und einer Reihe technischer Versuche unterzogen, bei denen der Bremsweg bestimmt, die Sicherheitseinrichtungen für die Überwachung des Reifendrucks überprüft sowie Federung und Stossdämpfer abgestimmt wurden. Die Bremskraft der Pneuwagen musste an diejenige der vorhandenen Leichtstahlwagen angepasst werden, was durch einen einstellbaren Druckminderer vor dem pneumatisch-hydraulischen Druckübersetzer gewährleistet wurde. Weil die Wagen ungewöhnlich leicht waren, kam es zu einem grossen Unterschied zwischen leerem und vollbeladenem Zustand. Zum Beispiel wurde beim Wagen 2. Klasse mit einer Zuladung von 80 Reisenden zu 75 kg gerechnet, was 6 t oder 42 % des Leergewichtes waren. Weil damals sowohl die automatische Lastabbremsung mit Wiegeventilen wie auch der Gleitschutz noch unbekannt waren, konnte kaum verhindert werden, dass bei leeren Wagen und schlechten Schienenverhältnissen die Räder blockierten.
Die Abstimmung der Federung und Dämpfer gestaltete sich schwierig. Weil die Wagen wegen der Luftreifen keine Primärfederung hatten, konnte nur die Sekundärfederung verändert werden. Diese musste aber wegen des grossen Gewichtsunterschiedes zwischen leer und voll sehr steif gewählt werden, damit die besetzten Wagen nicht zu stark einfederten. Ausserdem hatte man anscheinend schon bei der Inbetriebsetzung mit Eigenresonanzen der sehr leichten Wagenkasten zu kämpfen.

### Einsatz
Noch vor dem Einsatz der Wagen wurden sie nicht mehr mit B10ü und C10ü bezeichnet, sondern mit Bp4ü und Cp4ü, wobei das p für die Luftbereifung stand und die Ziffer 4 ausdrückte, dass sich die Wagen trotz ihrer zehn Achsen bremstechnisch wie ein vierachsiger Wagen verhielten. Ab Dezember 1950 verkehrten die Wagen in Leichtschnellzügen auf den Strecken Biel–Bern und Bern–Luzern, wo sie pro Tag ungefähr 650 km zurücklegten.
Im Jahre 1953 erhielt der Wagen 2. Klasse neue luftbereifte Drehgestelle, die nur noch vier statt fünf Achsen hatten. Trotzdem konnten die wesentlichen Übel der Wagen nicht abgestellt werden. Durch den extremen Leichtbau kam es besonders bei hohen Geschwindigkeiten zu grossen Vibrationen, die sich als Lärm unangenehm bemerkbar machten und den erhofften Vorteil der leisen Luftbereifung zunichtemachten. Weiter war der Rollwiderstand der Pneuwagen verglichen mit gewöhnlichen Eisenbahnwagen bis zu viermal höher. Der grosse Reifenverschleiss verursachte hohe Unterhaltskosten. Wegen der geringen Radaufstandskraft neigten die Wagen zum Entgleisen und im Winter hatten die Spurkränze bei verschneiten Bahnübergängen die Tendenz zum Aufklettern.
Somit verschwanden die Wagen nach nur vier Jahren aus dem Schnellzug-Einsatz und wurden 1954 auf die Strecke Vevey–Puidoux-Chexbres versetzt. Die Strecke weist Neigungen bis 44 ‰ auf, weshalb die leichten Wagen für diesen Einsatz zusammen mit einem Fe 4/4-Triebwagen als besonders geeignet erschienen.
Mit der Abschaffung der alten 1. Wagenklasse im Jahre 1956 entstand aus der 2. Wagenklasse die neue 1. Klasse und aus der 3. Wagenklasse die neue 2. Klasse. Somit trugen die Wagen neu die Bezeichnungen Ap4ü und Bp4ü.

#### Einsatz ohne Pneufahrwerke
Ende der 1950er-Jahre verschwanden die Pneudrehgestelle. Der Wagen 2. Klasse erhielt wieder eine Drehgestell-Sonderbauart. Diesmal waren es die ersten von Schindler Waggon Pratteln (SWP) entwickelten Drehgestelle mit Luftfederung. Die Ausführung mit H-Rahmen entsprach ungefähr derjenigen der übrigen Leichtstahlwagen. Anstelle der Primärfedern wurden vier Luftfedern verwendet. Diese waren bereits mit einer Niveauregulierung versehen. Der Wagen erhielt in diesem Zusammenhang auch die Vielfachsteuerleitung, damit er in den Re 4/4 I-Pendelzügen Bern–Neuenburg–Le Locle eingesetzt werden konnte. Die neuen Drehgestelle bewährten sich und der Wagen legte bis 1963 eine Strecke von 293.000 km zurück. Trotzdem wurden die Drehgestelle gegen solche der Normalausführung getauscht, um die Bauarten zu vereinheitlichen. Nach einem Unfall wurde der Wagen 1965 zu einem Spezialwagen für die bahnärztliche Untersuchung umgebaut. In dieser Funktion trug er zuletzt noch die Nummer X 60 85 99-33 300-2, mit der er im Januar 2000 ausrangiert und 2001 abgebrochen wurde.
Der Wagen 1. Klasse erhielt 1963 normale SIG-Torsionsstabdrehgestelle und die Vielfachsteuerleitung. Er war darauf jahrelang im Gipfeli-Express anzutreffen, einem morgendlichen Arbeiterpendelzug von Einsiedeln nach Zürich, der die 50-‰-Rampe der SOB befuhr. Er wurde im Juli 1985 ausrangiert.
Obwohl die Wagen in einer wesentlich längeren Phase ihrer Lebensdauer ohne Pneufahrwerke unterwegs waren, wurden sie beim Personal bis zum Schluss als Pneuwagen bezeichnet.

## Technik
Der Bau der Wagen war eine konstruktive Herausforderung. Da ein luftbereiftes Rad nur mit maximal 1100 kg belastet werden konnte, durften die Wagen bei Vollbesetzung nicht schwerer als 22 t sein, um zu verhindern, dass die maximale Traglast der 20 Räder überschritten wurde. Weil die beiden Drehgestelle zusammen bereits mit 5 t gerechnet wurden, blieben für den Wagenkasten mit Inneneinrichtung lediglich 11 t übrig. Das war nur die Hälfte eines herkömmlichen Leichtstahlwagens, bei dem bereits ein Drittel des Gewichts eines normalen Stahlwagens eingespart worden war. Trotzdem sollten die Wagen die gleiche Strukturfestigkeit wie die Leichtstahlwagen haben sowie Seitenpuffer und Schraubenkupplungen aufweisen, damit sie zusammen mit den übrigen Leichtstahlwagen verkehren konnten.
Bereits bei der Gesamtanordnung wurde auf Gewichtseinsparung geachtet. So wurde anstelle der sonst üblichen beiden Endeinstiege ein einziger Einstieg in der Mitte des Wagens angeordnet. Weiter wurde nur eine statt zweier Toiletten angeordnet, die sich ebenfalls in der Mitte des Wagens befand. Die Struktur des Wagenkastens wurde als selbsttragender Balken ausgebildet. Um die erforderliche Gewichtsreduzierung zu erreichen, war es unerlässlich, nur sehr dünne Bleche zu verwenden, die so verstärkt und geformt waren, dass sie nicht einknicken konnten. Es mussten deshalb grosse freie Blechflächen sowie lange selbsttragende Teile vermieden werden. Mit den oben genannten Massnahmen gelang es, das Gewicht der Rohbauwagenkasten geringzuhalten. Der Stahlwagenkasten des 3. Klass-Wagens wog 5 t, der Aluminiumwagenkasten des 2. Klass-Wagens 3,25 t.

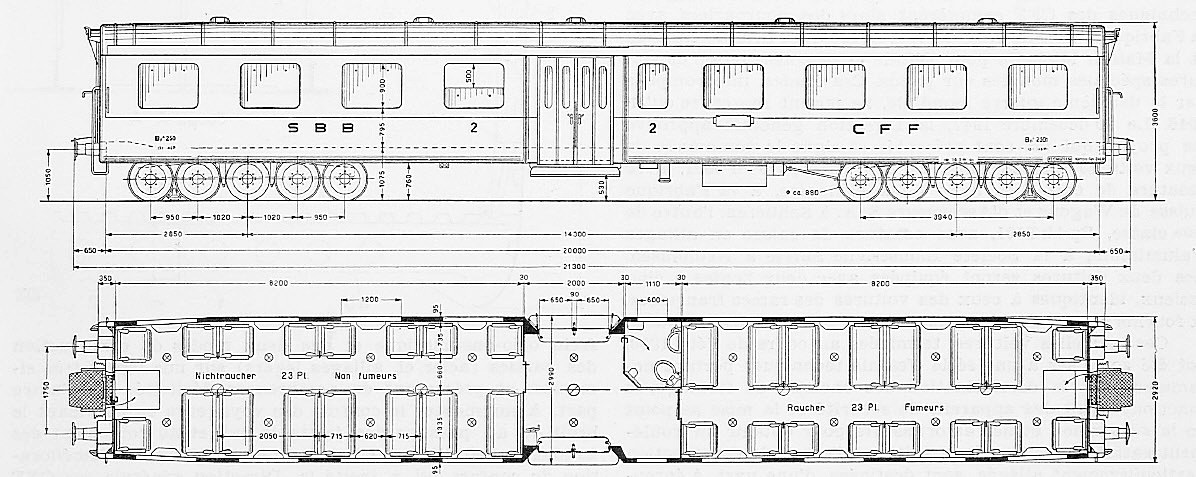
Typenskizze 2. Klass-Wagen
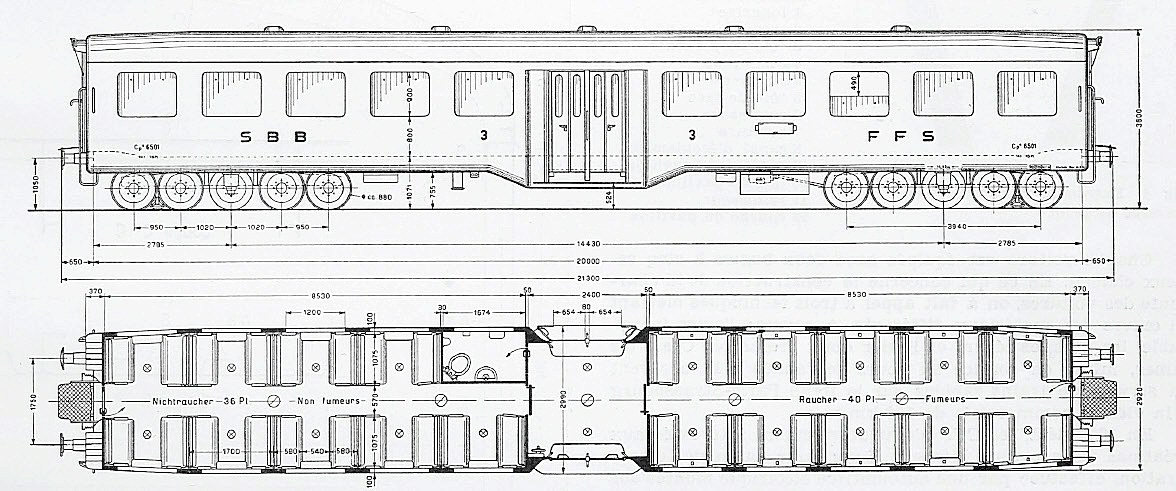
Typenskizze 3. Klass-Wagen

Heizung und Beleuchtung waren gleich wie bei den übrigen Reisezugwagen. Die Lichtmaschine war nicht aussen am Drehgestell angebracht, sondern unter dem Wagenboden angeordnet. Sie wurde von einem Achsgetriebe auf der Innenachse eines Drehgestells über eine Kardanwelle angetrieben. Als Neuheit wurden erstmals Lautsprecher in einem Reisezugwagen angebracht. Sie hatten noch keine Funktion in Regelzügen, sondern wurden lediglich in Gesellschaftszügen genutzt, wozu im Vorraum Mikrofon, Plattenspieler und Verstärker aufgestellt und angeschlossen werden konnten. Die 220-V-Wechselstromgeräte wurden über einen kleinen rotierenden Umformer aus dem 36-V-Netz versorgt.
Abweichend von den normalen Eisenbahnwagen waren die Pneuwagen ähnlich wie bei Kraftfahrzeugen mit einer hydraulisch betätigten Trommelbremse ausgestattet. Die Steuerung dieser Bremse erfolgte über eine normale Druckluftbremsausrüstung, nur dass an Stelle des Bremszylinders zwei pneumatisch-hydraulische Druckübersetzer eingebaut waren. Die hydraulische Bremsausrüstung war im Vergleich zur Ausrüstung der klassischen Druckluftbremse wesentlich leichter.

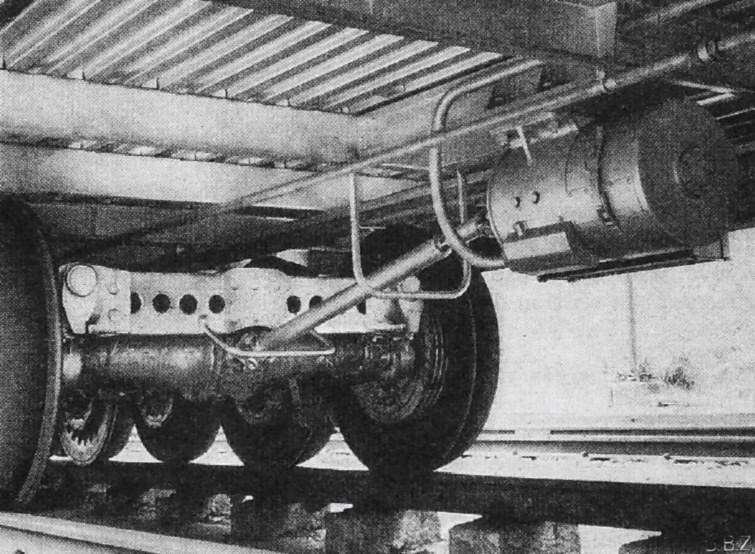
Unter dem Wagenboden angeordnete Lichtmaschine
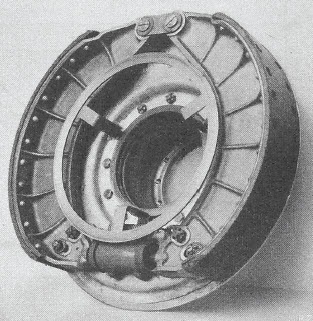
Bremsbacken und hydraulischer Bremszylinder der Trommelbremse
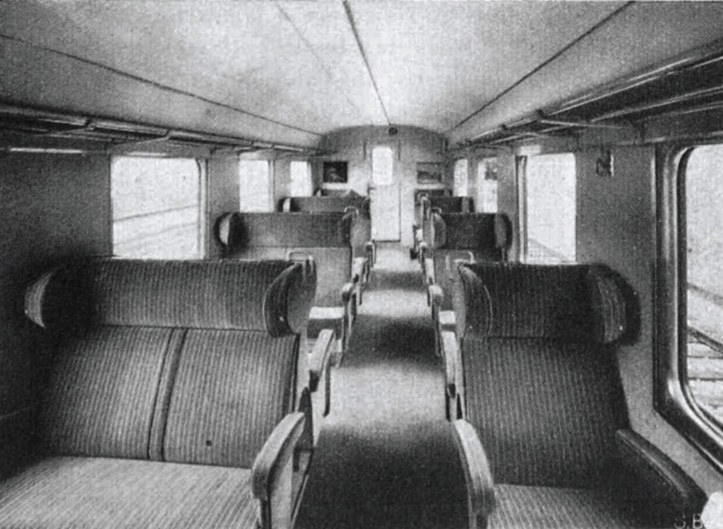
Inneneinrichtung 2. Klasse
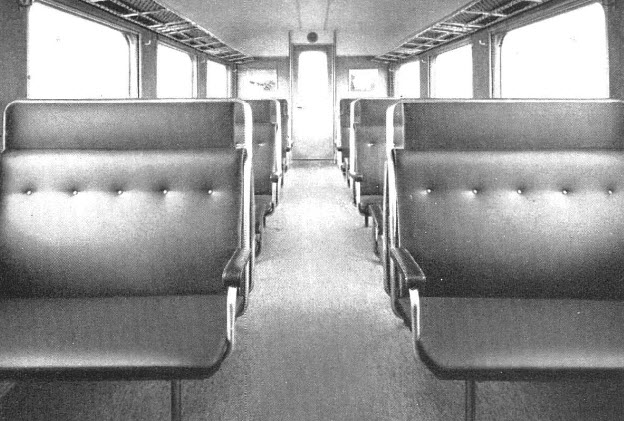
Inneneinrichtung 3. Klasse mit Kunstledersitzen

### Drehgestelle

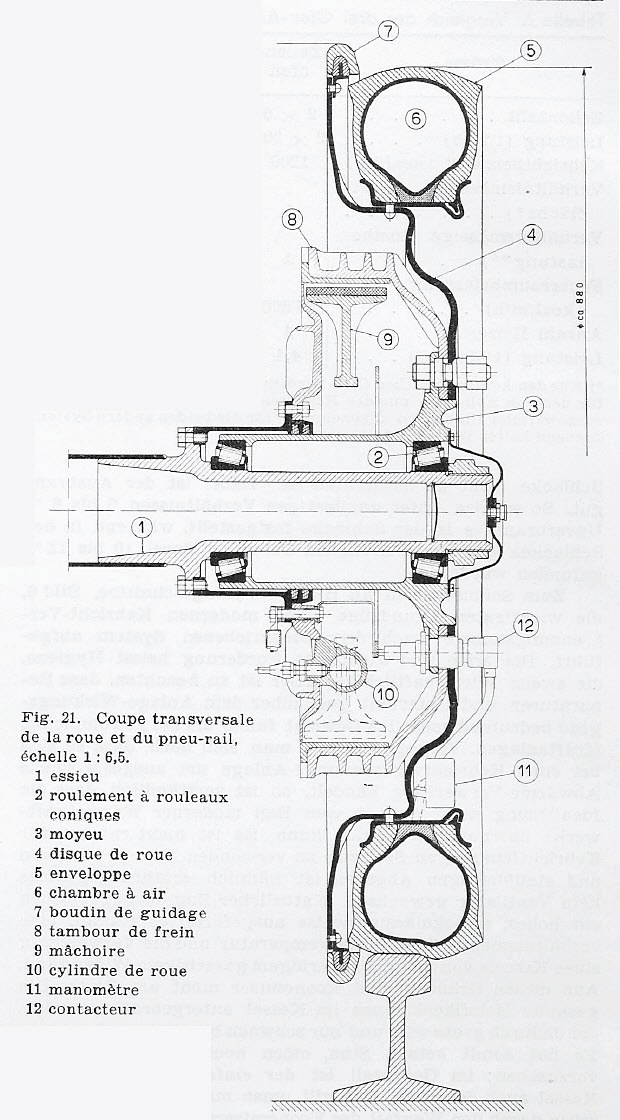
Schnitt durch ein Pneurad

Die fünfachsigen Drehgestelle von Carel Fouché & Cie aus Paris waren als Losradfahrwerke ausgeführt. Sie bestanden aus einem elektrisch geschweissten Stahlrahmen aus Vierkant-Profilen, in dem die feststehenden Achsen mit Gummilagern gehalten wurden. Auf jeder Achse sass für die beiden Radnaben je ein zweireihiges Kegelrollenlager. Die Felge mit dem aus Schlauch und Mantel bestehenden Luftreifen war wie bei einem Auto auf die Radnabe aufgeschraubt. Die Reifen waren mit neun bar aufgepumpt und hatten eine Reifendruckkontrolle, die bei einem Druck unter 6,5 bar ansprach und Warnlampen auf der Einstiegsplattform aktivierten. Weil die Achsen im Gegensatz zu normalen Drehgestellen keine Primärfederung hatten, wurde ein Rad mit defektem Reifen automatisch entlastet und die Last von den benachbarten Rädern übernommen. Deshalb konnten die Wagen im Gegensatz zu Strassenfahrzeugen trotz Luftverlust in einem Reifen für eine bestimmte Zeit ohne Geschwindigkeitsreduktion im Zugverband verbleiben. In die profilierte Lauffläche der Reifen waren zweilagig Stahlgurte eingearbeitet. Ein stählerner Spurkranz war für die Führung des Rades auf der Schiene verantwortlich. Zur Vermeidung von Körperschall war dieser mit einer Gummizwischenlage auf den verlängerten Rand der Felge aufgesetzt.
Weil die Reifen keine elektrisch leitende Verbindung zwischen Radscheibe und Schiene herstellten, musste jedes Drehgestell mit zwei Schienenschleifern ausgerüstet werden, die drei Funktionen zu erfüllen hatten: Sie mussten die linke mit der rechten Fahrschiene kurzschliessen, sodass die Gleisstromkreise der Signalanlagen das Fahrzeug erkennen konnten. Weiter mussten sie den Rückstrom der Zugsammelschiene an die Fahrschiene übertragen und den Berührungsschutz des Fahrzeuges gewährleisten.
Nachdem es bei den von der SNCF bestellten Sechs-Wagen-Zügen zu Problemen mit der Sekundärfederung gekommen war, wurden diese bei den beiden Pneuwagen der SBB unterschiedlich ausgeführt. Beide Konstruktionen verzichteten auf eine Wiege. Beim 2.-Klasse-Wagen wurde eine Lösung mit Torsionsstäben gewählt. In jeden Kopfträger waren zwei innerhalb des Längsträgers verlaufende Torsionsstäbe fest eingespannt. Auf der Höhe der mittleren Achse waren diese mit Hebel und Hängeeisen mit dem Wagenkasten verbunden. Der Drehzapfen übertrug keine Vertikalkräfte, sondern diente nur der Längsmitnahme. Die Bewegung der Torsionsstäbe wurde durch je einem am Hebel des Torsionsstabes angebrachter Stossdämpfer begrenzt. Zwei weitere Stossdämpfer zwischen den beiden Endachsen kontrollierten die Nickbewegung des Drehgestellrahmens.

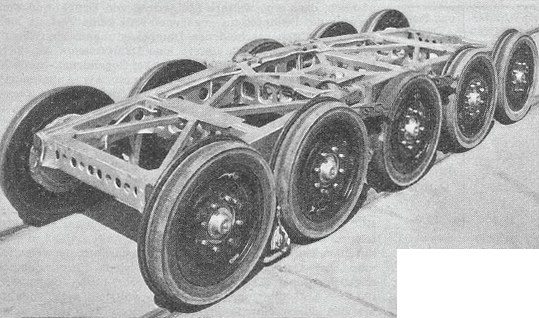
Drehgestell des Wagens 2. Klasse
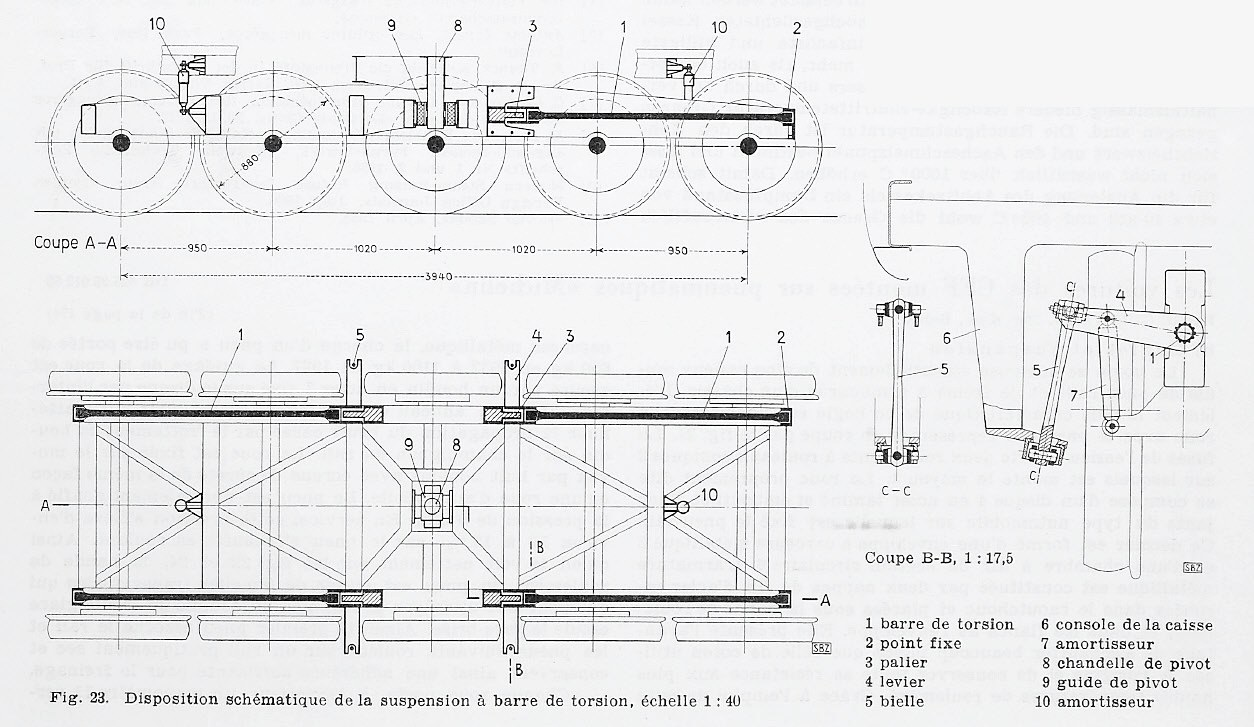
Prinzipschema der Sekundärfederung des Wagens 2. Klasse

Beim Wagen 3. Klasse wurde eine Lösung mit Schraubenfedern gewählt. Der Wagenkasten stützte sich pro Drehgestell über zwei Schraubenfedern auf der Höhe der Mittelachse auf das Drehgestell ab. Die Federn waren hängend an Zugstangen montiert, welche die Kraft auf beidseitig vom Rahmen in Längsrichtung angeordnete Joche übertrug, die sich wiederum über zwei Konsolen pro Seite auf den Drehgestellrahmen abstützten. Die Drehgestelle waren mit einer Notlaufeinrichtung versehen, die zum Einsatz gekommen wäre, wenn Teile des zuvor beschriebenen Systems versagt hätten.

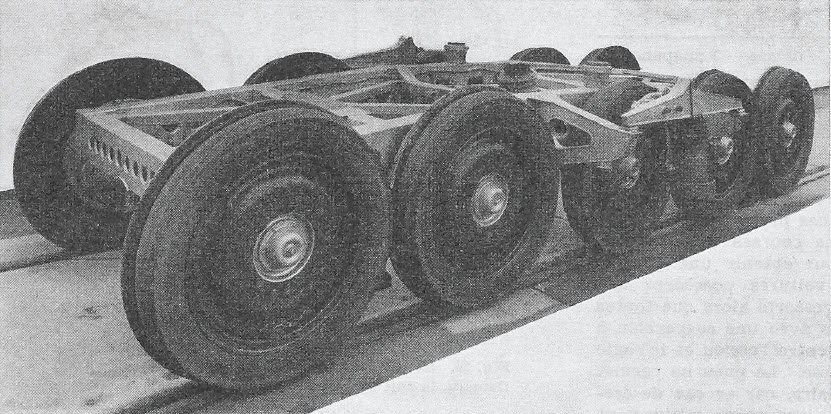
Drehgestell des Wagens 3. Klasse
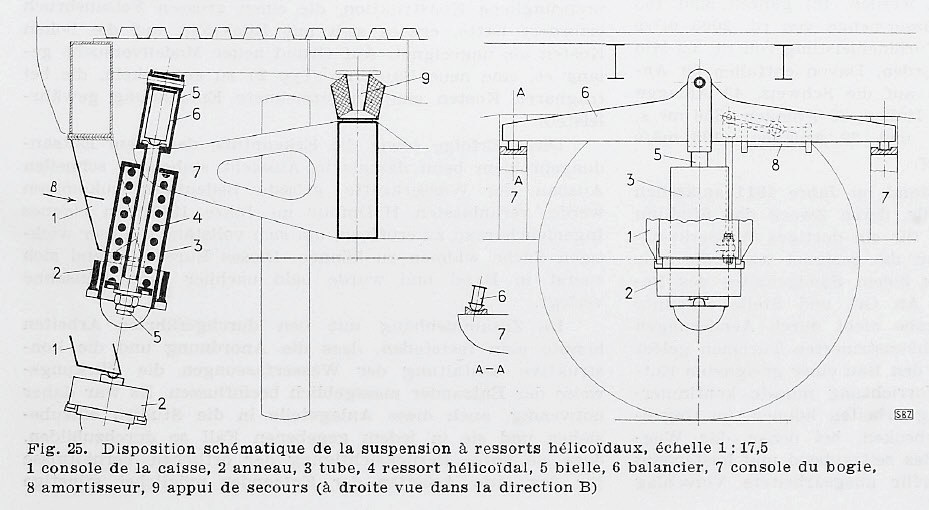
Prinzipschema der Sekundärfederung des Wagens 3. Klasse